# 寇特·華納
柯蒂斯·尤金·華納（英語：Kurtis Eugene Warner，1971年6月22日—），通稱寇特·華納或柯特·華納（英語：Kurt Warner），是一名前美國職業美式足球的四分衛，在美國國家美式足球聯盟（NFL）主要效力於聖路易斯公羊隊和亞利桑那紅雀隊共12個賽季。他的職業生涯是從一個落選的自由球員而最終成爲兩屆NFL最有價值球員和超級盃最有價值球員，被認為是NFL歷史上最偉大的灰姑娘故事之一。
1990年至1993年，華納在北愛荷華大學美式足球校隊打四分衛位置，然而畢業後連續4年都沒有被任何NFL球隊看上。他雖然曾在1994年被綠灣包裝工隊簽下，但在季賽開打前就被解約，之後只好到室內美式足球聯盟（AFL）爲愛荷華巡迴表演者隊打了三個賽季。1998年，華納終於被公羊隊選上，成爲候補球員，而在下個賽季被放上了先發名單。華納在NFL先發四分衛的第一個賽季，帶領球隊進入了第三十四屆超級盃決賽，並獲得了公羊隊的第一個超級盃冠軍，同時還為他自己贏得了聯盟和超級盃最有價值球員的榮譽。2001年，他贏得了第二個聯盟最有價值球員的榮譽，並在第三十六屆超級盃比賽中出場。之後效力於紅雀隊時也打入第四十三屆超級盃。
華納被認為是NFL最偉大的落選球員；他是唯一一個被評為NFL最有價值球員和超級盃最有價值球員的落選球員，也是唯一一個帶領球隊贏得超級盃的落選四分衛。他也是第一個在作為主要首發球員的第一個賽季就贏得超級盃的四分衛。華納於2017年入選職業美式足球名人堂，是唯一在職業美式足球名人堂和室內美式足球名人堂均有入選的球員。

## 高中及大學時期
華納出生於愛荷華州的伯靈頓，在錫達拉皮茲的瑞吉斯高中踢美式足球。1989年高中畢業後，他進入北愛荷華大學，是校隊黑豹隊的一員，但是一直是第二候補。到了大四，華納終於獲得首發機會，並被評為校隊所屬的關口美式足球聯盟的年度最佳進攻球員和聯盟第一陣容。

### 大學校隊數據統計
| 賽季   | 球隊           | 出賽 | 出賽 | 出賽  | 傳球     | 傳球     | 傳球   | 傳球  | 傳球 |
| 賽季   | 球隊           | 出賽 | 先發 | 勝–負 | 成功次數 | 嘗試次數 | 完成率 | 碼數  | 達陣 |
| ------ | -------------- | ---- | ---- | ----- | -------- | -------- | ------ | ----- | ---- |
| 1990   | 北愛荷華黑豹隊 | —    | —    | —     | 8        | 13       | 61.5   | 141   | 2    |
| 1991   | 北愛荷華黑豹   | —    | —    | —     | 15       | 25       | 60.0   | 25    | 0    |
| 1992   | 北愛荷華黑豹   | —    | —    | —     | 5        | 18       | 27.8   | 69    | 0    |
| 1993   | 北愛荷華黑豹   | 12   | 12   | 8–4   | 173      | 296      | 58.4   | 2,747 | 17   |
| Career | Career         | 12   | 12   | 8–4   | 201      | 352      | 57.1   | 2,982 | 19   |

## 職業生涯

### 綠灣包裝工隊
大學畢業之後，華納在1994年的國家美式足球聯盟選秀會中沒有被選中。接着他被綠灣包裝工隊邀請參加測試，但在常規賽季開始前被釋出。當時包裝工隊的總教練是邁克·霍爾姆格倫，四分衛教練是史蒂夫·馬里烏奇，進攻助理教練是安迪·里德，而華納與布雷特·法夫爾、馬克·布魯內爾和前海斯曼獎得主泰·德特默競爭同一個位置。
被釋出後，華納在錫達福爾斯的海威超市擔任時薪5.5美元的理貨員，同時仍希望能在NFL球隊中獲得另一次試訓的機會。

### 愛荷華巡迴表演者隊
由於沒有NFL球隊願意給他一個機會，華納在1995年轉向室內美式足球聯盟（AFL），與愛荷華巡迴表演者隊簽約。他在1996年和1997年都被選入AFL的聯盟最佳陣容，因為他在這兩個賽季都帶領巡迴表演者隊進入到了競技場盃的決賽。華納的表現令人印象深刻，他後來被評為史上20名最佳室內美式足球運動員中的第12名。多年以後，2011年8月12日，他被提名進入室內美式足球名人堂。
在1997年NFL賽季之前，華納曾有到芝加哥熊隊試訓的機會，但是因爲他擲球的手肘在蜜月期間被蜘蛛咬傷而只好放棄。

### 聖路易斯公羊隊

#### 阿姆斯特丹海軍上將隊時期
1997年12月，在聖路易斯公羊隊的賽季結束後，華納與該隊簽訂了一份期約。 1998年2月，他被派到NFL歐洲聯盟，為阿姆斯特丹海軍上將隊打球，在那裡他的達陣次數和傳球碼數都名列前茅。回到美國後，華納在1998年賽季作為聖路易斯的第三位四分衛，排在托尼·班克斯和史蒂夫·博諾之後。他在本賽季只有11次傳球且只完成了4次，合計39碼，四分衛評級為47.2。

#### 1999年賽季
在1999年的自由轉會期之前，NFL爲重返聯盟的克里夫蘭布朗隊特別召開了擴展選秀，其它球隊要各提供5名非保護球員的名單供布朗隊挑選，而公羊隊將華納列在名單上。不過華納沒有被布朗隊選上，事實上他們沒有選擇公羊隊的任何一名球員。
接着公羊隊將班克斯被交易到巴爾的摩烏鴉隊，釋放博諾到自由球員市場，並簽下特倫特·格林作為先發四分衛，華納發現自己變成了第一候補。然而，在季前熱身賽中，格林被羅德尼·哈里森撞傷，導致十字韌帶撕裂，於是總教練迪克·維米爾任命華納為公羊隊的先發。在跑衛馬歇爾·福克和外接員艾薩克·布魯斯、托里·霍爾特、阿茲-扎希爾·哈基姆和里基·普羅爾的支持下，華納創造了NFL歷史上四分衛的最佳賽季之一——傳球4353碼，41次達陣，完成率達65.1%。公羊隊在進攻協調員並簽下邁克·馬茨的帶領下發動了強大的進攻，被暱稱為「草地上最偉大的表演」，並爲接下來連續三個賽季得分500的NFL記錄取得頭籌。
華納在他的前三次NFL首發比賽中都傳出了三次達陣，創造了一項NFL紀錄，直到2018年才被派屈克·馬霍姆斯打破。華納在公羊隊本賽季的第四場比賽中引起了更多的關注——這是一場主場對陣舊金山49人隊的比賽。49人隊在之前的13個賽季中有12個賽季是西部分區冠軍，而且公羊隊在過去與49人隊的17次交鋒均吃敗仗，但是華納在本次比賽的前三次進攻都順利傳出了達陣，僅在上半場就有4次達陣，帶領公羊隊在上半場以28-10領先，最終以42-20取得勝利。華納在比賽中完成了5次達陣，並使他在4場比賽中獲得了14次達陣，讓公羊隊取得了4勝的戰績。華納從默默無聞的職業生涯中爆發出來的賽季是如此地出人意料，以至於《體育畫報》在10月18日的以他爲封面並以「這傢伙是誰？」爲標題[18] 。在賽季結束時他被選為當年的聯盟最有價值球員，因為他帶領公羊隊獲得了自1989年（當時他們還在洛杉磯）以來的第一個季后賽席位和自1985年以來的第一個分區冠軍。

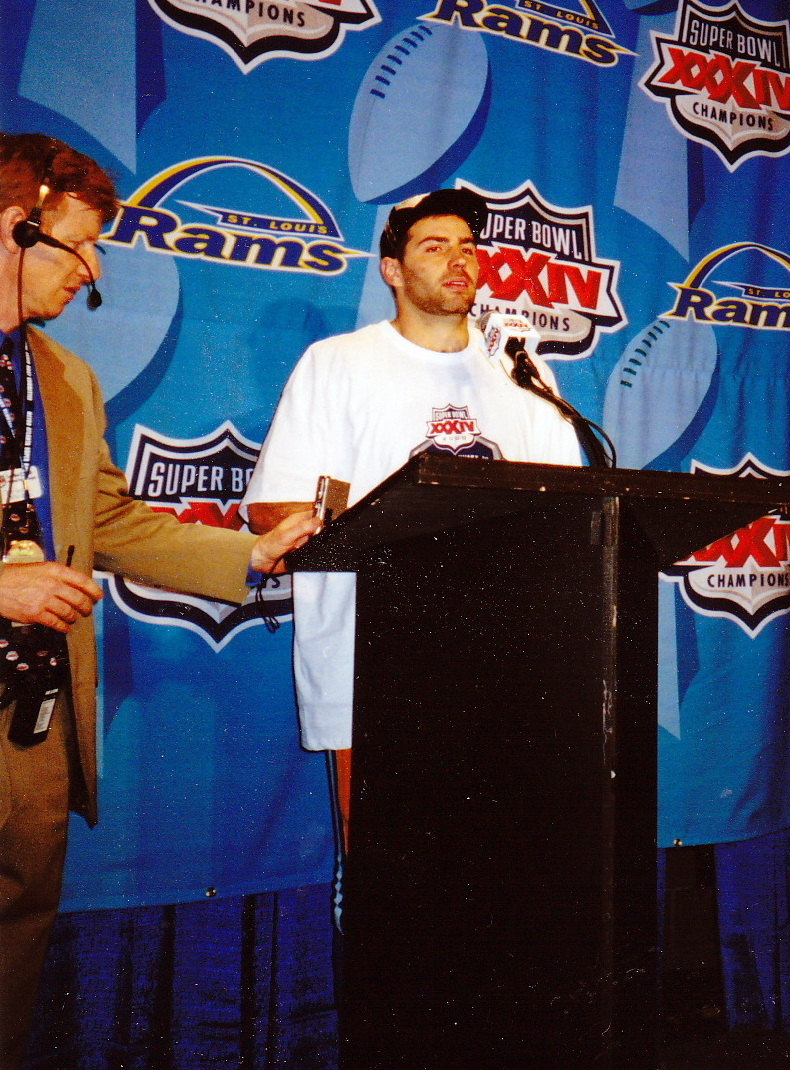
華納出席第三十四屆超級盃賽后記者會

在接下來的季后賽中，華納最終帶領公羊隊在第三十四屆超級盃的決賽戰勝了田纳西泰坦隊。在這場比賽中，他傳出了兩次達陣和創下當時超級盃紀錄的414碼傳球——包括在比賽結束前兩分多鐘時給艾薩克·布魯斯的那個73碼傳球達陣，是決定勝負的一次超長傳。華納還另外創造了一個超級盃的記錄——45次傳球，沒有一次被抄截。由於他的表現，華納被選爲該屆超級盃最有價值球員。從此之後，要到2023年才有人（派屈克·馬霍姆斯）能在同一年同時獲得NFL聯盟和超級盃最有價值球員。

#### 2000年賽季
7月21日，華納與公羊隊簽署了一份為期7年、價值4700萬美元的合同。在前6場比賽中，每場的傳球碼數都達到了300碼以上（追平了史蒂夫·楊的紀錄），並在這段時間里傳出了19次達陣。之後華納摔斷了手，錯過了賽季中期，但是特倫特·格林很好地填補了空缺。華納和格林兩人聯手帶領公羊隊創造了NFL歷史上最高的全隊傳球總碼數，淨碼數為5232，兩人合計傳球5492碼。然而，與前一個賽季相比，華納在本季的失誤率在年急劇上升，被抄截率達5.2%（1999年只有2.6%）。儘管公羊隊在本賽季的進攻是非常有成效的，但是最終只贏了10場比賽，並在外卡賽中輸給了新奧爾良聖徒隊。公羊隊管理層對這個令人失望的賽季的反應就是裁掉了11名先發防守球員中的9人，而特倫特·格林則被交易到了堪薩斯城酋長隊。

#### 2001年賽季
華納在2001年恢復了一個最有價值球員該有的狀態。雖然他的表現沒有比1999年亮眼，但他累積了聯盟最高的36次達陣傳球和4830碼的傳球碼數，以及另一個聯盟最高的傳球員評分101.4。儘管完成了職業生涯最高的68.7%的傳球率，但是華納的失誤也沒有改善，達到職業生涯最高的22次被抄截。不過，他仍然帶領球隊連續三場在開局取得了6-0的領先——公羊隊是第一個創造這項記錄的球隊，後來被2005-2007年的印第安納波利斯小馬隊追平。公羊隊在本賽季取得了最佳的14勝2負的成績，順利地進入第三十六屆超級盃。華納也第二次獲得聯盟最有價值球員，使公羊隊在這麼多年來連續三次有球員獲得該獎項（2000年是跑衛馬歇爾·福克）。
在第三十六屆超級盃賽中，華納總共傳出了365碼（當時超級盃史上第二高，現在是第六高），一次傳球達陣以及一次衝刺達陣，但是他的節奏被新英格蘭愛國者隊教練比爾·貝利奇克的防守計劃打亂了。他有兩次傳球被抄截，並付出了高昂的代價，讓原處於劣勢的愛國者隊取得了兩次達陣的領先。在17比3落後於愛國者隊之時，公羊隊在第四節末憑藉四分衛華納出其不意的自己帶球襲進一碼達陣得分和華納傳給里基·普羅爾的26碼達陣得分，將比分扳平。然而比賽以華納和公羊隊的失利告終——愛國者隊的踢球員亞當·維納蒂耶里在時間結束時踢出了致勝的一球，使愛國者隊以20-17獲得了勝利。

#### 2002–2003年賽季
華納以公羊隊的先發球員開始了2002年的賽季，但是他的表現失常；在球隊0-3落後的情況下，7次傳球被抄截，而只有一次達陣。在公羊隊第4週對陣達拉斯牛仔隊的比賽中，華納傳球的手斷了一根手指。華納試圖在賽季後期復出，但他的傷勢使得他只打了兩場比賽，而且都是輸。與他本賽季初的職業生涯傳球評分103.0相比，華納在賽季結束時得了一個微不足道的67.4分。
在接下來的賽季中，華納在對陣紐約巨人隊的開幕戰中有6次失誤，因而永遠失去了公羊隊先發四分衛的位置。華納後來透露，他骨折的手指還沒有完全癒合，使得他很難握好球。接替華納的馬克·布爾格（另一位大學畢業後相對不出名的四分衛）則表現得相當好，公羊隊另外簽下了老將克里斯·錢德勒作為布爾杰的替補。
雖然華納的合同還剩下三年，公羊隊在2004年6月1日還是釋出了他。

### 紐約巨人隊
在被公羊隊釋出兩天後，華納即與紐約巨人隊簽訂了一份第一年300萬美元、以及第二年的球員選擇權，價值600萬美元的合同。華納作為巨人隊的先發四分衛開始了2004年的賽季，在前七場比賽中贏了五場。但在兩場連敗之後，被備受矚目的新秀四分衛伊萊·曼寧取代。在華納被下放時，巨人隊的戰績爲5勝4負，而季末總成績為6勝10負（也就是說在曼寧的帶領下只取得了1勝6負）。賽季結束後，華納選擇放棄合同第二年的選擇權，成為了一名自由球員。

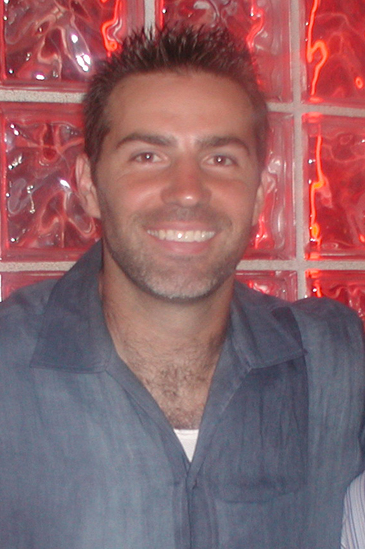
華納攝於2004年10月

### 亞利桑那紅雀隊

#### 2005年賽季
2005年初，華納與亞利桑那紅雀隊簽訂了一份一年400萬美元的合同，並很快被教練丹尼斯·格林任命為先發球員。華納在前三場的表現一般，之後腹股溝受傷而被前先發球員約什-麥考恩替代。麥考恩在華納缺席的兩場比賽中表現很好，所以被留在先發名單上。
在麥考恩連續兩場比賽中表現得不理想後，格林將華納重新放入了首發陣容。在連續兩場失利的球賽中打得相當好（總共傳了近700碼）後，華納以38-28的比分擊敗了他的前東家公羊隊。他傳了285碼和3次達陣，同時四分衛評分獲得了115.9分。華納的賽季在第15週因爲他的膝內側副韌帶有部分損傷而提前中止。
2006年2月14日，華納與紅雀隊續約三年。這份合同的基本薪資為1800萬美元，加上績效獎金，價值大約高達2400萬美元。

#### 2006年賽季
在2006年賽季的第一周，華納獲得了國聯的當週最佳進攻球員，在戰勝舊金山隊的比賽中傳了301碼和三次達陣。兩週後，華納在他的第76場比賽中達到了傳球20,000碼的里程碑，是NFL歷史上第二快的球員（比紀錄保持者丹·馬里諾多了一場）。
在第2到4週的連續三場不理想的比賽後，華納在第4週的第4節被新秀馬特·萊納特替換。教練丹尼斯·格林表示，華納將在本季剩下的比賽裡擔任替補四分衛。在第16週，萊納特在對陣49人的比賽中肩部受傷，迫使華納自第4週來首次上場比賽。華納表現出色，他成功地幫助紅雀隊贏得比賽。在第17週對陣圣迭戈闪电队的比賽中，因萊納特受傷，華納再次擔任先發四分衛，傳了365碼（當週NFL最高），還有一次達陣得分，但闪电队最終以27比20獲勝。

#### 2007年賽季
萊納特在2007年賽季初獲得先發四分衛的位置。然而，在第三場對陣巴爾的摩烏鴉隊的比賽，在第四節開始時以23-6落後的情況下，華納上場替換了表現不佳的萊納特。華納率領球隊展開了一場激烈的反擊，完成20次傳球中的15次，推進258碼和2次達陣。這使紅雀隊與烏鴉隊戰成23-23平手，但在烏鴉隊在最後一秒鐘踢進致勝的一球後，紅雀隊以23-26輸掉了比賽。
2007年9月30日，在第四週對陣匹茲堡鋼人隊的比賽中，萊納特又表現失常，再次被華納替換。華納完成了21次傳球中的14次，推進得132碼、1次達陣，而且沒有傳球被抄截。萊納特在第四節重新進入比賽，帶領紅雀隊取得了最後一個達陣。在萊納特被放進傷兵名單後，華納被任命為本賽季剩餘比賽的先發四分衛。
華納在11月25日對陣49人隊的比賽中達成生涯最高的484碼傳球，但在加時賽中在底線區掉球而被塔利·班塔-坎恩撿起反攻，因而紅雀隊輸了。然而，在接下來的一周中，華納的表現有所改善；而且紅雀隊擊敗了克利夫蘭布朗隊，戰績達到6勝6負，並有望角逐國聯的外卡賽。華納在2007年賽季中完成了27次傳球達陣，僅次於紅雀隊的最高紀錄。

#### 2008年賽季
萊納特在2008年賽季前被任命為紅雀隊的先發四分衛；但時到了2008年8月30日，華納確定被任命為先發。在本賽季，華納傳球4583碼，30次達陣，67.1%的完成率。他是國聯排名第一的傳球員，這是他第三次獲得此殊榮。而在本賽季的NFL傳球員的評級，也僅次於美聯的菲利普·里弗斯和查德·潘寧頓。華納還在該季的第9和11週中獲得了聯邦快遞每周最佳空中球員的榮譽。他在該季也遇到了些困難，例如在第3周對紐約噴射機隊的比賽中，他的球隊失誤7次，其中包括一次傳球被抄截並造成達陣和兩次被抄截並造成達陣和射門得分，而這全部發生在第二節。儘管如此，華納仍然設法讓球隊在以56-35輸掉的比賽中拿了35分。
2008年12月7日，華納帶領紅雀隊以34-10擊敗他的前東家公羊隊，贏得了國聯西區冠軍和自1998年以來的首次季後賽席位。這是紅雀隊自1975年以來的分區冠軍，也是後合併時代的第三個分區冠軍。因此，紅雀隊贏得了季後賽的主場，這是他們的第二次主場季後賽比賽，也是在亞利桑那州的第一次。儘管紅雀隊在1974年和1975年贏得了分區冠軍，但由於那個年代的規則不同，季後賽中一直是在客場。2008年12月16日，華納被任命為2009年職業盃國聯隊的先發四分衛。

##### 2008年季後賽

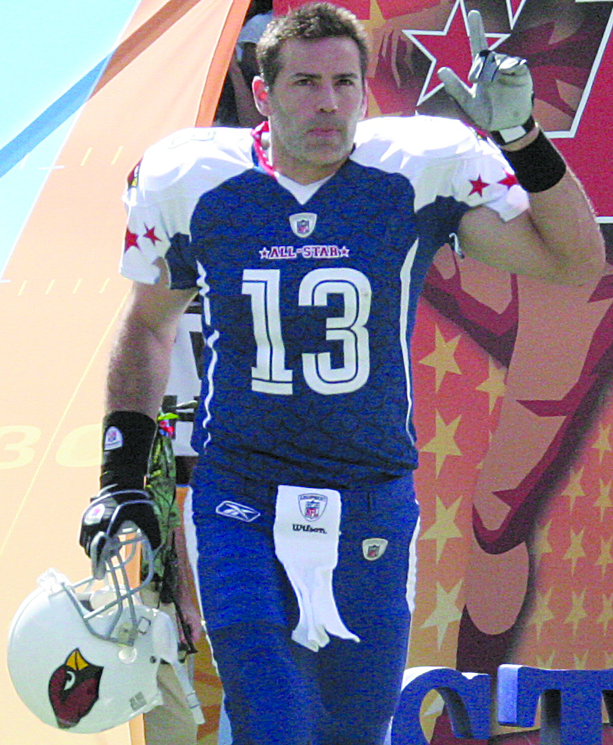
華納在2009年職業盃賽場

2009年1月3日，華納帶領紅雀隊在季后賽第一輪主場以30-24戰勝了亞特蘭大獵鷹隊，是紅雀隊自1947年NFL冠軍賽以來首次在季后賽主場獲勝。在這場比賽中，華納32次傳球，完成率爲59.4%，合計271碼，有兩次傳球達陣及一次被抄截。
1月10日，在季后賽第二輪比賽中，華納幫助紅雀隊在北卡羅來納州的夏洛特以33-13擊敗了卡羅來納黑豹隊。在這場比賽中，華納傳球32次中21次，合計220碼，完成率為65.6%，有兩次達陣和一次被抄截。
1月18日，華納在對陣費城老鷹隊的比賽中傳出279碼，4次達陣，沒有被抄截的成績，帶領紅雀隊歷史上第一次參加超級盃比賽。華納是兩支爭奪超級盃球隊的四個先發四分衛之一。
2月1日，在華納職業生涯第三次參加超級盃的比賽中，紅雀隊以27-23輸給了匹茲堡鋼人隊，使他的超級盃比賽記錄為1勝2負。儘管輸了，華納仍然成功地傳出了377碼（超級盃歷史上第四高），完成率爲72.1%，四分衛評分為112.3。超級盃歷史上單場傳球碼數前十位的記錄中，華納現在佔了三位，並成爲第五位在三場超級盃中完成傳球達陣的四分衛。只要華納在整年的常規賽和季後賽中作為先發四分衛，都會將他的球隊帶入超級盃決賽。

#### 2009年賽季
華納聲明在2009年賽季能繼續爲紅雀隊效力。紅雀隊提供他了一份為期兩年、價值約2000萬美元的合同，但華納期望的年薪約1400萬美元，雙方未能達成協議。2009年2月27日，華納成為自由球員，並與舊金山49人隊進行了協商，而且49人隊給了華納比紅雀隊優渥的條件。3月4日，華納與紅雀隊重新簽訂了一份為期兩年的合同，總價值為2300萬美元，未來兩年每年400萬美元，以及1500萬美元的簽約獎金，而且保障金額爲1900萬美元。2009年3月17日，華納的髖關節唇進行了關節鏡手術以修復損傷。2009年9月20日，華納在對傑克孫維美洲虎隊的常規賽中26次傳球中完成24次，243碼，兩次達陣，92.3%的完成率。
2009年11月1日，華納在輸給卡羅萊納黑豹隊的比賽中的傳球被5次抄截，爲職業生涯中最高。但是也在同一場比賽中，華納成為NFL中第一個在兩支球隊中均傳球超過14,000碼的四分衛。11月8日，在41-21戰勝芝加哥熊隊的比賽中，華納追平了他職業生涯中單場5次傳球達陣的最高紀錄，這一表現使得華納被評為國聯當周最佳進攻球員和聯邦快遞每週最佳空中球員。2009年11月15日，華納在31-20戰勝西雅圖海鷹隊的比賽中傳出了第200次達陣，成就了他職業生涯的另一個里程碑。
2009年11月22日，在對聖路易斯公羊隊的比賽中，華納因腦震盪而離場。2009年11月29日，華納仍未復原，取消對田納西泰坦隊的出賽，中斷了他連續41場的先發紀錄。2009年12月6日，華納在對明尼蘇達維京隊的比賽中重新上陣，以30-17取勝。華納連續四場出賽的傳球得分達到120分，使他成為NFL歷史上第二個完成這一壯舉的四分衛。因爲他三次傳球達陣的表現，被評為國聯當周最佳進攻球員 和聯邦快遞航空每周最佳球員。
2009年12月27日，在紅雀隊31-10戰勝聖路易斯公羊隊的比賽中，華納成為NFL歷史上第二位在兩支球隊均完成100次傳球達陣的四分衛（另一位是法蘭·塔肯頓）。2009年12月29日，華納被選為2010年職業盃國聯隊的候補四分衛。

##### 2009年季後賽
2010年1月10日，華納在以51-45戰勝綠灣包裝工的比賽中，33次傳球中完成了29次，共379碼，其中5次達陣。這場比賽的總得分在NFL季后賽歷史上排首位。華納成為NFL歷史上極少數在季后賽中傳球達陣多於未完成的四分衛之一。華納的四分衛評分154.1為NFL季后賽歷史上第二高。他也成為第二位在季后賽中兩次完成五個達陣傳球的四分衛，同時是聯盟合併以來的第一位。他也是在季后賽中傳出如此多達陣的最年長球員（38歲又202天）。華納還追平了NFL連續在季后賽中至少三次傳球達陣的紀錄（三場）。因爲這場是他職業生涯中最後一次在主場進行的季后賽，所以他最終在生涯中的主場季後賽取得了7勝0負的完美成績（在聖路易斯隊4勝，在亞利桑那州隊3勝）。

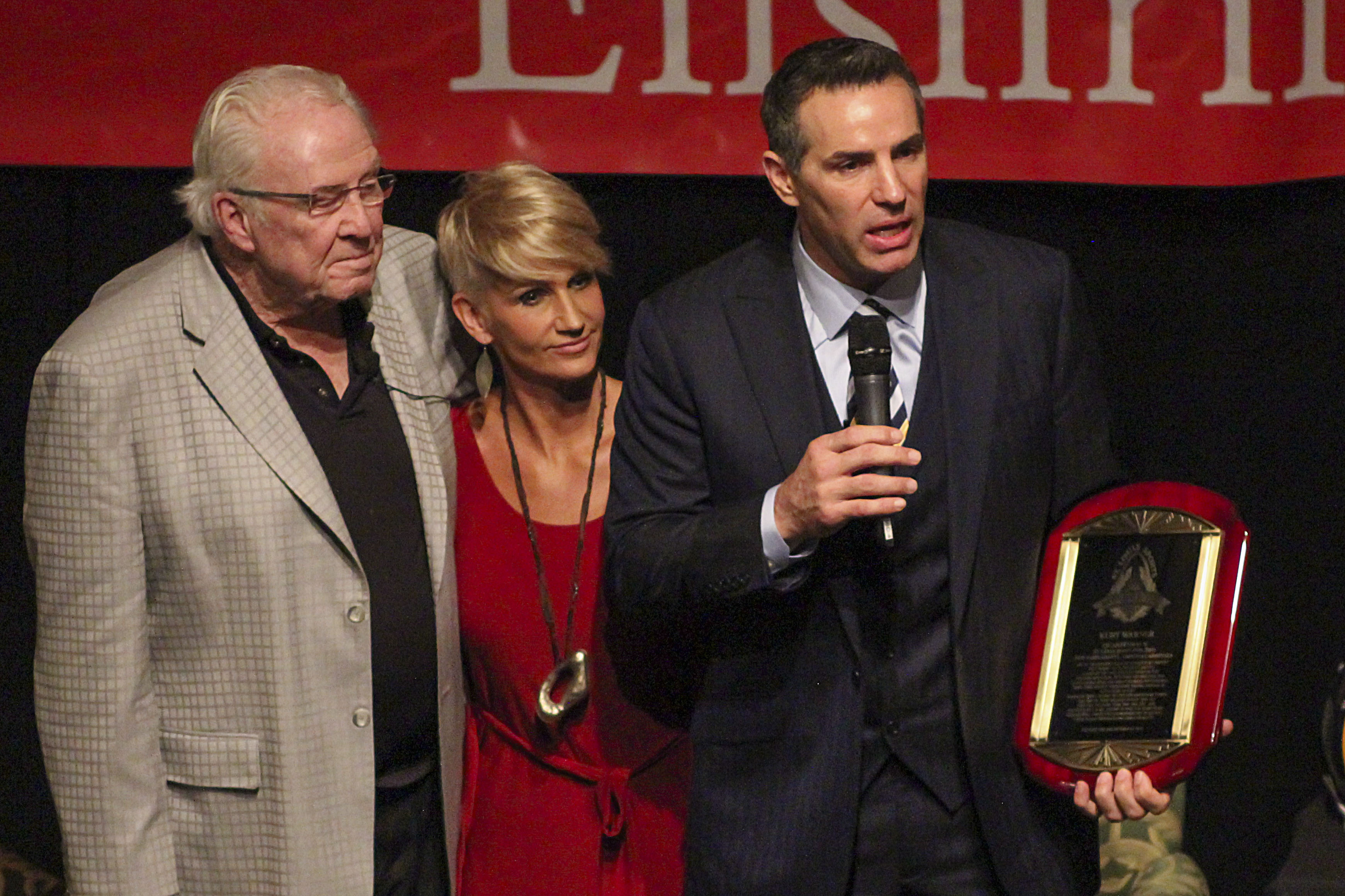
華納入選聖路易斯體育名人堂的儀式。一旁是妻子布蘭達和教練吉姆·哈尼凡。

1月16日，對紐奧良聖徒隊的國聯分區決賽，華納在上半場一次傳球被抄截後試圖對付對方持球者時受傷。他在下半場回到比賽，但在第四節中段時交給了後補球員馬特·萊納特。最終紅雀隊以45-14吃下敗仗。2012年，NFL發現聖徒隊曾在隊內懸賞隊員故意撞傷華納等敵隊球員的醜聞。 [48] 華納從未控訴聖徒隊的非法撞擊造成他結束職業生涯，他曾在接受採訪時說：「毫無疑問這是一個猛烈的撞擊，但我也相信那是一個合法的撞擊。」

### 退休
華納於2010年1月正式宣布從NFL退役。他說，他最終還是希望是他七個孩子的真摯的父親，也想多花點時間陪伴他的妻子。同時他還提到了家庭、前隊友和上帝對他的影響和作用。2014年12月，華納承認在紅雀隊因傷失去卡森·帕爾默和德魯·斯坦頓這兩個四分衛之後，他曾短暫考慮復出回到球隊。
2010年5月，華納被選入愛荷華巡迴表演者名人堂。2011年8月，入選室內美式足球聯盟名人堂。2014年入選聖路易斯體育名人堂。2017年8月5日入選職業美式足球名人堂，是至今唯一同時入選職業美式足球名人堂和室內美式足球聯盟名人堂的人。

## 職業生涯數據統計及記錄

### 室內美式足球聯盟（AFL）及歐洲美式足球聯盟（NFL Europe）數據
| 賽季               | 球隊                 | 出賽 | 出賽 | 出賽  | 傳球     | 傳球     | 傳球   | 傳球   | 傳球     | 傳球 | 傳球   | 傳球       |
| 賽季               | 球隊                 | 出賽 | 先發 | 勝–負 | 成功次數 | 嘗試次數 | 完成率 | 碼數   | 平均碼數 | 達陣 | 被抄截 | 傳球員評分 |
| ------------------ | -------------------- | ---- | ---- | ----- | -------- | -------- | ------ | ------ | -------- | ---- | ------ | ---------- |
| 1995               | 愛荷華巡迴表演者隊   | 12   | 12   | 7–5   | 237      | 400      | 59.2   | 2,980  | 7.4      | 43   | 14     | 94.8       |
| 1996               | 愛荷華巡迴表演者隊   | 14   | 14   | 12–2  | 259      | 422      | 61.4   | 3,336  | 7.9      | 61   | 15     | 107.5      |
| 1997               | 愛荷華巡迴表演者隊   | 14   | 14   | 11–3  | 322      | 498      | 64.7   | 4,149  | 8.3      | 79   | 14     | 118.6      |
| AFL時期合計        | AFL時期合計          | 40   | 40   | 30–10 | 818      | 1,320    | 61.9   | 10,465 | 7.9      | 183  | 43     | 107.8      |
| 1998               | 阿姆斯特丹海軍上將隊 | 10   | 10   | 7–3   | 165      | 326      | 50.6   | 2,101  | 6.4      | 15   | 6      | 78.8       |
| NFL Europe時期合計 | NFL Europe時期合計   | 10   | 10   | 7–3   | 165      | 326      | 50.6   | 2,101  | 6.4      | 15   | 6      | 78.8       |

### 美國美式足球聯盟（NFL）數據
| Legend | Legend             |
| ------ | ------------------ |
|        | NFL最有價值球員    |
|        | 超級盃最有價值球員 |
|        | 贏得超級盃         |
|        | NFL記錄            |
|        | 聯盟最高           |
| 粗體   | 職業生涯最高       |

#### 常規賽
| 賽季 | 球隊         | 比賽 | 比賽 | 比賽  | 傳球     | 傳球     | 傳球   | 傳球   | 傳球     | 傳球 | 傳球   | 傳球     | 傳球     | 傳球       | 衝球     | 衝球 | 衝球     | 衝球     | 衝球 | 被擒殺 | 被擒殺     |
| 賽季 | 球隊         | 出賽 | 先發 | 勝–負 | 成功次數 | 嘗試次數 | 完成率 | 碼數   | 平均碼數 | 達陣 | 被抄截 | 最遠碼數 | 每場碼數 | 傳球員評分 | 嘗試次數 | 碼數 | 平均碼數 | 最遠碼數 | 達陣 | 被擒殺 | 被擒殺失碼 |
| ---- | ------------ | ---- | ---- | ----- | -------- | -------- | ------ | ------ | -------- | ---- | ------ | -------- | -------- | ---------- | -------- | ---- | -------- | -------- | ---- | ------ | ---------- |
| 1998 | 聖路易斯公羊 | 1    | 0    | —     | 4        | 11       | 36.4   | 39     | 3.5      | 0    | 0      | 21       | 39.0     | 47.7       | 0        | 0    | 0.0      | 0        | 0    | 0      | 0          |
| 1999 | 聖路易斯公羊 | 16   | 16   | 13–3  | 325      | 499      | 65.1   | 4,353  | 8.7      | 41   | 13     | 75       | 272.1    | 109.2      | 23       | 92   | 4.0      | 22       | 1    | 29     | 201        |
| 2000 | 聖路易斯公羊 | 11   | 11   | 8–3   | 235      | 347      | 67.7   | 3,429  | 9.9      | 21   | 18     | 85       | 311.7    | 98.3       | 18       | 17   | 0.9      | 11       | 0    | 20     | 115        |
| 2001 | 聖路易斯公羊 | 16   | 16   | 14–2  | 375      | 546      | 68.7   | 4,830  | 8.8      | 36   | 22     | 65       | 301.9    | 101.4      | 28       | 60   | 2.1      | 23       | 0    | 38     | 233        |
| 2002 | 聖路易斯公羊 | 7    | 6    | 0–6   | 144      | 220      | 65.5   | 1,431  | 6.5      | 3    | 11     | 43       | 204.4    | 67.4       | 8        | 33   | 4.1      | 9        | 0    | 21     | 130        |
| 2003 | 聖路易斯公羊 | 2    | 1    | 0–1   | 38       | 65       | 58.5   | 365    | 5.6      | 1    | 1      | 37       | 182.5    | 72.9       | 1        | 0    | 0.0      | 0        | 0    | 6      | 38         |
| 2004 | 紐約巨人     | 10   | 9    | 5–4   | 174      | 277      | 62.8   | 2,054  | 7.4      | 6    | 4      | 62       | 205.4    | 86.5       | 13       | 30   | 2.3      | 13       | 1    | 39     | 196        |
| 2005 | 亞利桑那紅雀 | 10   | 10   | 2–8   | 242      | 375      | 64.5   | 2,713  | 7.2      | 11   | 9      | 63       | 271.3    | 85.8       | 13       | 28   | 2.2      | 13       | 0    | 23     | 158        |
| 2006 | 亞利桑那紅雀 | 6    | 5    | 1–4   | 108      | 168      | 64.3   | 1,377  | 8.2      | 6    | 5      | 64       | 229.5    | 89.3       | 13       | 3    | 0.2      | 9        | 0    | 14     | 104        |
| 2007 | 亞利桑那紅雀 | 14   | 11   | 5–6   | 281      | 441      | 62.3   | 3,417  | 7.6      | 27   | 17     | 62       | 244.1    | 89.8       | 17       | 15   | 0.9      | 9        | 1    | 20     | 140        |
| 2008 | 亞利桑那紅雀 | 16   | 16   | 9–7   | 401      | 598      | 67.1   | 4,583  | 7.7      | 30   | 14     | 79       | 286.4    | 96.9       | 18       | −2   | −0.1     | 11       | 0    | 26     | 182        |
| 2009 | 亞利桑那紅雀 | 15   | 15   | 10–5  | 339      | 513      | 66.1   | 3,753  | 7.1      | 26   | 14     | 45       | 250.2    | 93.2       | 21       | 10   | 0.5      | 10       | 0    | 24     | 172        |
| 合計 | 合計         | 124  | 116  | 67–49 | 2,666    | 4,070    | 65.5   | 32,344 | 7.9      | 208  | 128    | 85       | 260.8    | 93.7       | 173      | 286  | 1.7      | 23       | 3    | 260    | 1,669      |

#### 季後賽
| 賽季 | 球隊         | 比賽 | 比賽 | 比賽  | 傳球     | 傳球     | 傳球   | 傳球  | 傳球     | 傳球 | 傳球   | 傳球     | 傳球     | 傳球       | 衝球     | 衝球 | 衝球     | 衝球     | 衝球 | 被擒殺 | 被擒殺     |
| 賽季 | 球隊         | 出賽 | 先發 | 勝–負 | 成功次數 | 嘗試次數 | 完成率 | 碼數  | 平均碼數 | 達陣 | 被抄截 | 最遠碼數 | 每場碼數 | 傳球員評分 | 嘗試次數 | 碼數 | 平均碼數 | 最遠碼數 | 達陣 | 被擒殺 | 被擒殺失碼 |
| ---- | ------------ | ---- | ---- | ----- | -------- | -------- | ------ | ----- | -------- | ---- | ------ | -------- | -------- | ---------- | -------- | ---- | -------- | -------- | ---- | ------ | ---------- |
| 1999 | 聖路易斯公羊 | 3    | 3    | 3–0   | 77       | 121      | 63.6   | 1,063 | 8.8      | 8    | 4      | 77       | 354.3    | 100.0      | 6        | 3    | 0.5      | 4        | 0    | 4      | 24         |
| 2000 | 聖路易斯公羊 | 1    | 1    | 0–1   | 24       | 40       | 60.0   | 365   | 9.1      | 3    | 3      | 38       | 365.0    | 83.9       | 1        | 5    | 5.0      | 5        | 1    | 2      | 15         |
| 2001 | 聖路易斯公羊 | 3    | 3    | 2–1   | 68       | 107      | 63.6   | 793   | 7.4      | 4    | 3      | 50       | 264.3    | 86.7       | 9        | 8    | 0.9      | 5        | 1    | 6      | 45         |
| 2008 | 亞利桑那紅雀 | 4    | 4    | 3–1   | 92       | 135      | 68.1   | 1,147 | 8.5      | 11   | 3      | 71       | 286.8    | 112.2      | 8        | 1    | 0.1      | 6        | 0    | 5      | 20         |
| 2009 | 亞利桑那紅雀 | 2    | 2    | 1–1   | 46       | 59       | 78.0   | 584   | 9.9      | 5    | 1      | 33       | 292.0    | 129.1      | 1        | 0    | 0.0      | 0        | 0    | 2      | 12         |
| 合計 | 合計         | 13   | 13   | 9–4   | 307      | 462      | 66.5   | 3,952 | 8.6      | 31   | 14     | 77       | 304.0    | 102.8      | 25       | 17   | 0.7      | 6        | 2    | 19     | 116        |

#### 超級盃
| 屆別 | 球隊         | 對手           | 成功次數 | 嘗試次數 | 完成率 | 碼數  | 平均碼數 | 達陣 | 被抄截 | 傳球員評分 | 結果      |
| ---- | ------------ | -------------- | -------- | -------- | ------ | ----- | -------- | ---- | ------ | ---------- | --------- |
| 34   | 聖路易斯公羊 | 田納西泰坦     | 24       | 45       | 53.3   | 414   | 9.2      | 2    | 0      | 99.7       | 勝 23–16  |
| 36   | 聖路易斯公羊 | 新英格蘭愛國者 | 28       | 44       | 63.6   | 365   | 8.3      | 1    | 2      | 78.3       | 負 20–17  |
| 43   | 亞利桑那紅雀 | 匹茲堡鋼人     | 31       | 43       | 72.1   | 377   | 8.8      | 3    | 1      | 112.3      | 負 27–23  |
| 合計 | 合計         | 合計           | 83       | 132      | 62.9   | 1,156 | 8.8      | 6    | 3      | 96.6       | 勝−負 1–2 |

### NFL記錄
- 季后賽生涯中每場傳球碼數最多（至少150次）：304.0碼。[53]
- 第一個在超級盃比賽中傳球碼數超過400的四分衛：414碼，第三十四屆。[54]
- 超級盃比賽中傳球碼數最多的球員，直到第五十一屆被湯姆·布雷迪超越。[55]
- 單個季后賽中最多的傳球達陣：11次（2009年，與1990年的喬·蒙坦納、2013年的喬·弗拉科和2021年的派屈克·馬霍姆斯並列）。
- 傳球300碼以上比賽的比例最高（最少100場比賽）：41.9%（52/124）。[56]
- 第一個在單一賽季傳出40次達陣並贏得超級盃的四分衛（1999年；湯姆·布雷迪在2020年完成了同樣的壯舉，當時他傳出40次達陣並贏得第五十五屆超級盃。）
- 單一賽季前五場比賽中傳球碼數最多：1947碼（2000年）。)[57]
- 單一賽季前六場比賽中傳球碼數最多：2260碼（2000年）。[58]
- 週一晚間橄欖球比賽中每場平均傳球碼數最高（最少7場比賽）：329.4碼。
- 在國聯冠軍賽中全勝次數最多：3勝0負；1999，2001，2008。

華納還有些與其他球員並列的記錄：
- 在兩支球隊中各完成100次傳球達陣的三位四分衛之一：與法蘭·塔肯頓（英语：Fran Tarkenton）和培頓·曼寧並列。[59]
- 在兩場季後賽各完成五次傳球達陣的兩名四分衛之一：繼達里爾·拉莫尼卡（英语：Daryle Lamonica）之後。
- 兩位在兩場季後賽中傳球完成率80%以上的四分衛之一：與培頓·曼寧並列[65] 。
- 兩位連續四場比賽傳球員評分超過120的四分衛之一：2009年，與強尼·尤尼塔斯（英语：Johnny Unitas）並列）。
- 四位曾在兩支球隊擔任超級盃先發的四分衛之一：與克雷格·莫頓（英语：Craig Morton）、培頓·曼寧、湯姆·布雷迪並列。
- 五位在兩支球隊贏得國聯或美聯冠軍的四分衛之一：與克雷格·莫頓、厄爾·莫羅爾（英语：Earl Morrall）、培頓·曼寧、湯姆·布雷迪並列。

#### 公羊隊史記錄
- 單一賽季最多傳球達陣：41次，1999年（與馬修·斯塔福德（英语：Matthew Stafford）並列，2021年）。
- 單一賽季傳球者評分的最高：109.2，1999年。

#### 紅雀隊史記錄
- 單場最多完成傳球數：40，2008年9月28日。[60]
- 至少11次傳球的最高完成率：92.3%，2009年9月20日。
- 第四位獲得完美傳球評分。
- 單一賽季完成最多傳球：401（2008年）。[61]
- 單一賽季嘗試最多傳球：598（2008年）。[61]

## 私人生活

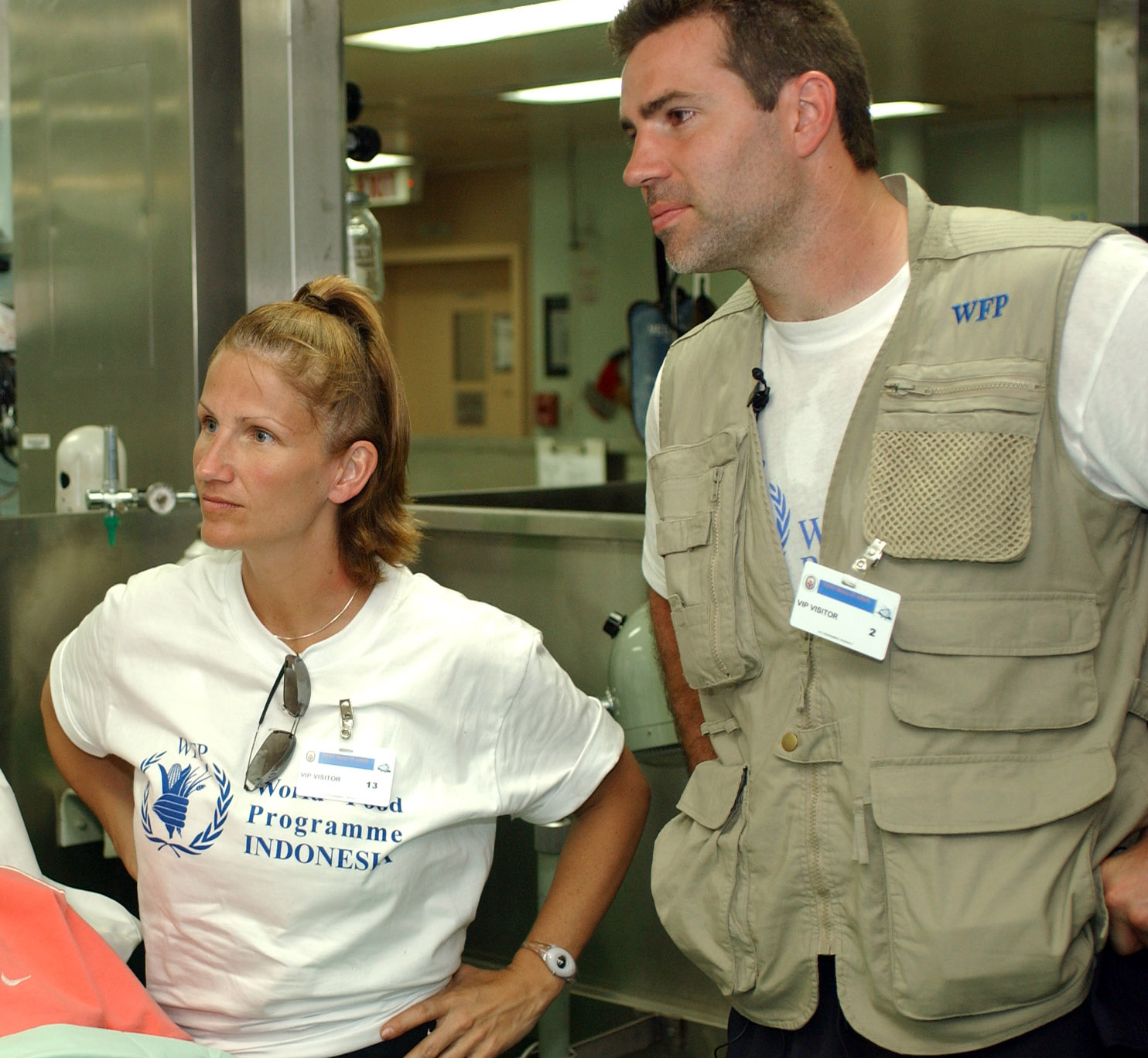
寇特與布蘭達·華納夫婦攝於2005年2月

### 孩童時期
寇特·華納的父母爲吉恩和蘇·華納，他們在他六歲時就離婚了。寇特和他的弟弟馬特與母親一起生活，包括經歷了母親另一次短暫的婚姻和離婚 。
寇特的父親吉恩·華納在與寇特的母親離婚一年後再婚，而華納的繼母米米·華納也有一個兒子叫馬特（姓波斯特）。沒多久，這三個男孩就形成了密不可分的關係。寇特在1989年畢業於愛荷華州錫達拉皮茲的瑞吉斯高中，他是該校3A級美式足球隊的四分衛。

### 大學
華納畢業於北愛荷華大學，獲得傳播學位。

### 婚姻與家庭
華納就讀大學時期，遇到了他未來的妻子布蘭達·卡尼·莫尼。布蘭達是一名前美國海軍陸戰隊下士。她離過婚，帶着兩個孩子；其中一個孩子被布蘭達的前夫意外摔傷後造成了腦損傷和失明，導致她在1990年不得不選擇退伍。他們於1997年10月11日結婚，婚後華納正式收養了她的兩個孩子，而此後他們又有了自己的五個孩子。
他的兒子以利亞是天普大學貓頭鷹隊的首發四分衛；另一個兒子凱德是堪薩斯州立大學野貓隊的一名外接員。

### 信仰
華納是個基督教徒，通常參加靈恩教會，並相信上帝治癒了他在2000年遭受的腦震盪；然而，他不喜歡被貼上「靈恩派」的標籤。

### 退休後的事業
2010年，華納受NFL電視網聘請擔任某些節目時段的球評。2014年，韋斯特伍德第一廣播電台聘請華納在周一晚間比賽中擔任代班球評。2018年，華納成為該電台全職球評。
2011年，華納曾在室內美式足球聯盟當年賽季擔任愛荷華巡迴表演者隊的播報員。從2015年到2018年，華納在亞利桑那州史考茲谷的沙漠山高中擔任教練。值得一提的是，南加州大學特洛伊人隊的四分衛凱頓·斯洛維斯在高中校隊時即爲華納的子弟兵。
自2019年以來，華納在布羅菲預科學校擔任四分衛教練。
2010年12月3日，華納宣布了他退休後的第一個多年期代言協議。據報導，安麗公司同意向華納的「要事先做基金會」捐贈50,000美元。
除了退休後的代言和慈善工作，華納還投資了印度精英美式足球聯盟，這是一個南亞職業美式足球聯賽，他們同時也資助印度大學美式足球隊及職業籃球聯盟，還組織類似NCAA的大學籃球聯賽。

### 慈善事業
2001年5月，華納夫婦創立「要事先做基金會」，該基金會的名字來自於他在1999年贏得超級盃後的採訪。該基金會致力於通過宣傳基督教價值觀、分享經驗和提供機會來影響衆人，鼓勵人們在期望有「要事先做 」時，一切皆有可能。該基金會參與了許多項目，如兒童醫院、發育障礙者和協助單親父母等。
2005年，在華納效力於紐約巨人隊期間，華納夫婦與隊友阿馬尼·圖默爾夫婦一起與世界糧食計劃署合作，提供食物給受海嘯影響的印度尼西亞和斯里蘭卡的家庭。
2008年，華納在球場內外的工作使他被授予NFL沃爾特·佩頓年度人物獎，該獎在第四十三屆超級盃現場比賽開始前頒發給他。2009年3月，華納被授予穆罕默德·阿里體育領袖獎。同年11月，華納被《美國周末》選為2009年度最具愛心運動員獎得主。12月，《運動畫刊》的一項NFL場內外最佳模範球員的評選投票，華納名列前茅。
華納也曾出現在國際公民組織的公益廣告中，宣傳他和布蘭達的志願者活動以及關於發育障礙者的工作。
2010年2月，華納獲得了一年一度的巴特·斯塔爾獎，以表彰他在家庭、球場和社區中的傑出品格與領導力。在頒獎儀式上，巴特·斯塔爾這樣評價華納：「我們找不到還有誰比他更應該得這個獎」。

## 相關影視作品
2003年，好時光娛樂公司推出影片《寇特·華納的好體育幫》，這部電影的主角是華納所扮演的一群動畫體育用球的「教練」。該系列片由華納贊助，側重於傳播宗教信仰和道德價值觀，部分收益歸於華納的「要事先做基金會」。雖然它最初的計劃是做一個系列，但最終僅發行了兩集。
2021年12月25日，一部關於寇特·華納努力奮鬥故事的傳記電影《美國失敗者》在美國正式上映，獲得普遍好評。該片由厄文兄弟執導，柴克·萊威扮演華納，獅門公司發行。

## 註解與參考資料
1. 1 2  Brandt, Gil. . NFL. 2010-03-17  [2010-03-17]. （原始内容存档于2019-04-16）.
2. ↑  . NFL. January 31, 2010  [2010-03-17]. （原始内容存档于2010-03-12）.
3. ↑  . Pro-Football-Reference.com.   [2019-09-13]. （原始内容存档于2016-06-10）.
4. ↑  . FOX Sports.   [2019-09-13]. （原始内容存档于2022-01-30）.
5. ↑  . SI.com.   [2019-09-13]. （原始内容存档于2019-02-03）.
6. ↑   (PDF). Missouri Valley Football Conference.   [10 September 2021]. （原始内容存档 (PDF)于2022-12-23）.
7. ↑  . Kansas City Chiefs.   [2023-04-27]. （原始内容存档于2022-08-09）.
8. ↑  Mikkelson, Barbara. . Snopes.com. 2009-01-30  [2010-01-30].
9. ↑  . ESPN. January 18, 2006  [2011-10-12]. （原始内容存档于2016-02-01）.
10. ↑  . Chicago Tribune.   [2023-04-27]. （原始内容存档于2009-03-21）.
11. ↑  . St. Louis Post-Dispatch. 1997-12-25: D8  [2017-12-04]. （原始内容存档于2018-10-11）.
12. ↑  . FOX Sports.   [December 4, 2017]. （原始内容存档于2022-06-12）.
13. ↑  Witosky, Tom. . The Des Moines Register. 1998-03-01: 4D  [2017-12-04]. （原始内容存档于2018-10-11）.
14. ↑  . The Courier-News. 1998-02-18: C4  [2017-12-04]. （原始内容存档于2018-10-11）.
15. ↑  . The Football Database.   [2011-10-12]. （原始内容存档于2009-08-13）.
16. ↑  . Football@JT-SW.com.   [2023-04-27]. （原始内容存档于2020-09-01）.
17. ↑  . Sports Reference.   [2023-04-27]. （原始内容存档于2016-06-23）.
18. 1 2  . ESPN. 2000-07-29  [2018-03-27]. （原始内容存档于2022-09-23）.
19. ↑  . ESPN. 2015-09-08  [2023-04-27]. （原始内容存档于2023-04-17）.
20. ↑  . The New York Times. 2002-12-03  [2023-04-27]. （原始内容存档于2022-06-17）.
21. ↑  Maske, Mark. . Chicago Tribune. Washington Post. 2004-04-11  [2023-04-27]. （原始内容存档于2022-09-22）.
22. ↑  . ESPN. 2004-04-20  [2023-04-27]. （原始内容存档于2023-04-28）.
23. ↑  . ESPN. 2004-06-03  [2018-03-27]. （原始内容存档于2022-01-30）.
24. ↑  . ESPN. 2006-02-15  [2012-04-15]. （原始内容存档于2016-01-06）.
25. ↑  . NFL. （原始内容存档于2008-05-04）.
26. ↑  . CBSSports. 2008-11-13  [2011-10-12]. （原始内容存档于2012-09-19）.
27. ↑  . NFL.   [2023-04-27]. （原始内容存档于2023-02-22）.
28. 1 2 3  . NFL.   [2023-04-26]. （原始内容存档于2023-04-28）.
29. ↑  Bandini, Paolo. . Guardian (London). 2009-01-29  [2009-09-29]. （原始内容存档于2022-08-15）.
30. ↑  . Yahoo! Sports. 2009-02-27.
31. ↑  Clayton, John. . ESPN. 2009-03-04  [2009-03-04]. （原始内容存档于2022-06-16）.
32. ↑  . ESPN. 2009-03-19  [2023-04-26]. （原始内容存档于2016-01-06）.
33. ↑  Urban, Darren. . Arizona Cardinals. 2009-11-10  [2009-11-11]. （原始内容存档于2009-11-13）.
34. ↑  . NFL. 2009-11-13  [2009-11-14]. （原始内容存档于2011-06-28）.
35. ↑  . The Denver Post. 2009-11-16  [2009-11-16]. （原始内容存档于2016-03-04）.
36. 1 2  Cannon, John. . NFL Football picks. 2009-11-30  [2009-12-02]. （原始内容存档于2010-07-14）.
37. ↑  . ESPN. 2009-11-29  [2009-12-02]. （原始内容存档于2016-01-06）.
38. ↑  . azcentral. 2009-12-07  [2009-12-08]. （原始内容存档于2023-04-28）.
39. ↑  Urban, Darren. . azcardinals. 2009-12-08  [2009-12-09]. （原始内容存档于2009-12-11）.
40. ↑  . NFL. 2009-12-11  [2009-12-11]. （原始内容存档于2010-01-05）.
41. ↑  . USAtoday. 2009-12-27  [2009-12-28]. （原始内容存档于2011-06-28）.
42. ↑  McManaman, Bob. . azcentral. 2009-12-29  [2009-12-30]. （原始内容存档于2023-04-28）.
43. ↑  . Green Bay Press Gazette. 2010-01-10  [2010-01-11]. （原始内容存档于2012-07-31）.
44. ↑  . NFL. 2010-01-10  [2010-01-11]. （原始内容存档于2010-04-11）.
45. ↑  . Sports Reference.   [2023-04-27]. （原始内容存档于2022-01-27）.
46. ↑  . ESPN. 2012-03-02  [2023-04-27]. （原始内容存档于2023-03-20）.
47. ↑  . Sporting News. 2012-03-02  [2014-08-12]. （原始内容存档于2015-10-19）.
48. ↑  . 2010-01-29  [2010-01-29]. （原始内容存档于2016-01-06）.
49. ↑  Florio, Mike. . NBC Sports. 2014-12-14  [2023-04-27]. （原始内容存档于2023-04-28）.
50. ↑  . All Sports talk. May 22, 2010  [September 6, 2012]. （原始内容存档于2022-01-27）.
51. 1 2  Elman, Jack. . Sportscasting. 2020-12-18  [2023-04-25]. （原始内容存档于2023-01-21）.
52. ↑  Thomas, Jim. .   [2023-04-27]. （原始内容存档于2022-06-11）.
53. ↑  . Sports Reference.   [2023-02-22]. （原始内容存档于2023-02-22）.
54. ↑  . StatMuse.   [2023-04-27]. （原始内容存档于2023-04-28）.
55. ↑  Edholm, Eric. . Yahoo! Sports. 2017-02-06  [2017-02-07]. （原始内容存档于2023-01-27）.
56. ↑  Needell, Paul. . NJ.com. NJ Advance Media. 2008-11-12  [2023-04-27]. （原始内容存档于2016-03-04）.
57. ↑  . Sports Reference.   [2023-04-27]. （原始内容存档于2016-03-04）.
58. ↑  . Sports Reference.   [2023-04-27]. （原始内容存档于2016-03-04）.
59. ↑  . NFL. 2010-01-29  [2023-04-27]. （原始内容存档于2022-12-07）.
60. ↑  . Sports Reference.   [2019-12-23]. （原始内容存档于2013-08-24）.
61. 1 2  . Sports Reference.   [2019-12-23]. （原始内容存档于2018-08-07）.
62. ↑  . Jockbio. Black Book Partners. 2009  [2013-09-28]. （原始内容存档于2021-04-11）.
63. 1 2  . NFL.   [2019-10-24]. （原始内容存档于2016-05-11）.
64. 1 2  Asfar, Roy. . 2009-01-22  [2013-07-31]. （原始内容存档于2014-10-20）.
65. ↑  Tiansay, Eric. . Charisma. 2001-10-31. （原始内容存档于2012-03-15）.
66. ↑  . NFL.   [2017-09-11]. （原始内容存档于2020-04-29）.
67. ↑  Fang, Ken. . Fang's Bites. 2014-09-02  [2023-04-27]. （原始内容存档于2022-06-10）.
68. ↑  Bucholtz, Andrew. . Awful Announcing. 2018-08-06  [2023-04-27]. （原始内容存档于2022-12-05）.
69. ↑  Beitrick, Kevin. . Northern Iowan. 2016-04-21  [2023-04-25]. （原始内容存档于2016-04-21）.
70. ↑  Weinfuss, Josh. . 2015-04-08  [2023-04-27]. （原始内容存档于2022-06-11）.
71. ↑  Obert, Richard. . azcentral. USA TODAY. 2018-05-16  [2020-02-03]. （原始内容存档于2023-04-28）.
72. ↑  Obert, Richard. . azcentral. USA TODAY. 2020-06-19  [2023-04-27]. （原始内容存档于2023-04-28）.
73. ↑  McClune, Mark. . Arizona’s Family. Gray Media. 2019-08-29. （原始内容存档于2022-01-27）.
74. ↑  McGlothlen, John. . Gazette. 2010-12-03.
75. ↑  . Chicago Tribune.   [2011-11-08]. （原始内容存档于July 26, 2013）.
76. ↑  AP. . DAWN.COM. August 6, 2011  [2023-04-27]. （原始内容存档于2022-01-30）.
77. ↑  NewsDesk. . MediaBrief.   [2023-04-26]. （原始内容存档于2022-08-28）.
78. ↑  . First Things First Foundation.   [2023-04-27]. （原始内容存档于2022-12-09）.
79. ↑  Drehs, Wayne. . ESPN. 2008-12-23  [2023-04-27]. （原始内容存档于2022-08-15）.
80. 1 2  . NFL. 2009-02-01  [2011-10-12]. （原始内容存档于2012-11-06）.
81. ↑  . East Valley Living. 2009-01-12  [2009-12-11]. （原始内容存档于2009-12-09）.
82. ↑  . NFL. 2009-11-18  [2009-11-19]. （原始内容存档于2017-08-10）.
83. ↑  . azcentral. 2009-12-01  [2009-12-23]. （原始内容存档于2023-04-28）.
84. ↑  . （原始内容存档于2009-02-07）.
85. ↑  Pitcher, Tim. . Athletes in Action. 2010-02-06  [2010-02-08]. （原始内容存档于2010-02-13）.
86. ↑  Farmer, Jenna. . Miami Herald (McClatchy Media). 2010-02-07  [2010-02-08].
87. ↑  . The Dove Foundation.   [2017-11-20]. （原始内容存档于2022-06-13）.
88. ↑  Warner, Kurt, , Good Times Video, 2003-04-29  [2017-11-20], （原始内容存档于2022-01-27）
89. ↑  Ramos, Dino-Ray. . Deadline. 2020-02-04  [2020-02-04]. （原始内容存档于2022-07-25）.
90. ↑  Hirsen, James. . Newsmax. 2022-01-03  [2023-04-27]. （原始内容存档于2022-07-03）.

## 延伸閱讀
- Warner, Kurt & Silver, Michael, (2000). All Things Possible. San Francisco: HarperCollins. ISBN 0-06-251717-1 (cloth) ISBN 0-06-251718-X
- Warner, Kurt & Brenda, (2009). First Things First. Carol Stream, Illinois: Tyndale House Publishers Inc. ISBN 1-4143-3406-0
- 英語：，直译：探究庫爾特和布倫達華納真實的愛情故事，啟發了電影《美國失敗者》 （页面存档备份，存于） (影片). PEOPLE. 2021-12-17 – via YouTube.
- 英語：，直译：寇特·華納：灰姑娘的超級盃賽季 （页面存档备份，存于） (影片). NFL. 2016-06-23 – via YouTube.
- 英語：，直译：寇特·華納的名人堂精彩影片：從落選到最有價值球員 （页面存档备份，存于） (影片). NFL. 2017-08-05 – via YouTube.

## 外部連結
- 球員資料及職業生涯數據可在以下網站查詢： NFL.com · ArenaFan · ESPN · Yahoo! Sports · SI.com · Pro Football Reference
- 官方网站